# Grzybowskie
Grzybowskie – część miasta Ostrów Mazowiecka (SIMC 0966369), w województwie mazowieckim, w powiecie ostrowskim.
Leży wzdłuż ulicy Traugutta, w południowej części miasta, przy rzece, przy drodze na Starą Grabownicę.
Dawniej był to folwark w powiecie ostrowskim w guberni łomżyńskiej, 1867–1868 w gminie Nagoszewo, a od 1868 w gminie Poręba. W 1919 roku wszedł w skład  w województwa białostockiego.
1 lipca 1925 Grzybowskie wyłączono z gminy Poręba, włączając je do Ostrowi.